# Tetraloniella scabiosae
Tetraloniella scabiosae là một loài Hymenoptera trong họ Apidae. Loài này được Mocsáry mô tả khoa học năm 1881.